# Simone Zucato
Simone Zucato (Socorro, 18 de janeiro de 1976), é uma atriz e produtora teatral.  
Filha de Eurico Zucato e Sonia Regina Pessoa Zucato, Simone nasceu em Socorro, São Paulo. Ela viveu grande parte de sua infância e adolescência nos Estados Unidos. 
Quando voltou ao Brasil frequentou renomadas escolas de artes cênicas como Teatro Escola Macunaíma, Escola de Atores Wolf Maya e FAAP, em São Paulo. No Rio de Janeiro, frequentou a CAL - Casa das Artes de Laranjeiras, e o famoso O Tablado. Simone, participou do grupo de estudo ministrado por Bárbara Heliodora – considerada  uma das maiores especialistas na obra de Shakespeare no Brasil e teve também aulas com Camilla Amado.  
Nos Estados Unidos estudou com Robert Castle, do Lee Strasberg Theatre and Film Institute de Nova York, Susan Batson, Jandiz Estrada, Nancy Bishop, Michelle Danner e Bernard Hiller. Ela também frequentou aulas no HB Studio em Nova York.

## Carreira
Em 2008 Simone foi convidada a fazer parte do elenco da peça "De Corpo Presente", escrita por Mara Carvalho e dirigida por Eduardo Moreno, interpretando a personagem Lilia, a filha homossexual de um escritor e de uma atriz. No mesmo ano, foi convidada pelo diretor Paulo Trevisan a fazer parte do elenco da peça Inimigos do Vício, escrita pelo mesmo. Ainda em 2008, Simone foi convidada a participar do elenco da série Casos e Acasos no episódio 28 "A Fuga Arriscada, A Nova Namorada e O Recheio do Bolo" na TV Globo, sob direção de Carlo Milani.
No ano seguinte (2009), a atriz participou das novelas "Cama de Gato", dirigida por Ricardo Waddington e Amora Mautner, escrita por Thelma Guedes e Duca Rachid; e Caras & Bocas, de Walcyr Carrasco, com direção de Jorge Fernando, na TV Globo. No mesmo ano, Simone adquiriu os direitos autorais da peça Rabbit Hole (A Toca do Coelho), escrita por David Lindsay-Abaire, ganhador do Prêmio Pulitzer.
Em 2010, Simone iniciou a pré-produção do espetáculo “A Toca do Coelho”, título dado a Rabbit Hole no Brasil. Em 2011 foi convidada pelo diretor Del Rangel para interpretar Cinira na novela Corações Feridos, escrita por Iris Abravanel, no SBT. Ainda em 2011, Simone Zucato deu vida a Aurora no espetáculo “As Princesas do Castelo Encantado”, escrito e dirigido por Ronaldo Ciambroni e simultaneamente participou do espetáculo “Trair e Coçar É Só Começar”, um espetáculo considerado sucesso no Brasil, escrito por Marcos Caruso e dirigido por Atílio Riccó e José Scavazini. No mesmo ano, fez parte do elenco da peça “Na Boca do Leão” (Love, Sex and the I.R.S.), escrito por Billy Van Zandt e Jane Milmore, e dirigido por Eduardo Martini.
Em 2013, ela finalmente subiu aos palcos em sua própria produção, no papel de Isa Corbett, a irmã caçula e irresponsável de Becca, interpretada por Maria Fernanda Cândido na peça “A Toca do Coelho”  com a qual passou por dezoito cidades brasileiras de 2013 a 2015. Simone foi responsável por convidar a atriz e os atores Reynaldo Gianecchini e Selma Egrei para fazerem parte do elenco, assim como o ator Dan Stulbach para dirigir a peça. A peça levou mais de 120.000 pessoas aos teatros de todo o Brasil. Para o papel do jovem Jason Willette - que na versão brasileira teve o nome mudado para Gabriel, a pedido da direção e com consentimento do autor, mais de mil candidatos participaram das audições, e o jovem Felipe Hintze foi o ator que Simone escolheu para interpretar o papel de Gabriel. Em 2016, a atriz participou da telenovela "Malhação: Sonhos", escrita por Rosane Svartman e Paulo Halm, sob direção de Luiz Henrique Rios e Marcus Figueiredo, na TV Globo. Em 2016,  voltou aos palcos com musical infanto juvenil “O Livro de Tatiana”, com direção e autoria de Bruno Garcia, substituindo a atriz Dani Moreno.
Em 2018, Zucato foi convidada pelo autor Aguinaldo Silva, para dar vida a personagem Liliane , em O Sétimo Guardião, sob direção de Rogério Gomes. Esse foi seu primeiro papel no horário nobre. Liliane era uma das duas beatas que integrava o séquito de Mirtes Aranha, interpretada por Elizabeth Savalla, que tinha em seu núcleo os atores Ailton Graça, Leopoldo Pacheco, Paulo Miklos e Inês Peixoto.
Em 2019, a artista idealizou, produziu, traduziu e estreou a versão brasileira da comédia americana "Sylvia", uma peça da Broadway no Brasil escrita por A. R. Gurney. A peça, que originalmente estreou em 1995 no circuito Off-Broadway com Sarah Jessica Parker e, em 2012, no circuito Broadway com Annaleigh Ashford no papel-título, conta a história de Greg, um engenheiro de produção bem-sucedido que encontra a cachorra Sylvia em um parque e decide levá-la para o seu "ninho vazio", onde vive com sua esposa Kate. Na montagem original brasileira, Zucato interpretou Sylvia, ao lado de Cássio Scapin como Greg, Françoise Forton como Kate e Rodrigo Fagundes nos papéis de Tom, Sônia e Nadir; nos palcos de São Paulo e Rio de Janeiro. 
Em 2022, a atriz foi convidada para fazer parte do elenco da peça "O Vison Voador" , comédia inglesa escrita por Ray Cooney e John Chapman, adaptada para os palcos brasileiros por Marcos Caruso e dirigida por Leonardo Stefanini. Na peca, Simone deu vida á personagem Brigitte. No elenco também estavam os atores Rosi Campos e Oscar Magrini. Simone fez parte do elenco da peça até fevereiro de 2023, quando iniciou a pré produção de Sylvia novamente. 
Em 2023, Simone remontou o espetáculo "Sylvia" no Teatro Porto, em São Paulo, e a produção seguiu em turnê pelo interior de estado em 2024. Para esta nova versão, Zucato e Scapin mantiveram seus papéis, Vera Zimmermann assumiu o papel de Kate e Thiago Adorno interpretou Tom, Sonia e Nadir. Ambas as montagens tiveram direção de Gustavo Wabner.  
Ainda em 2024, Simone foi convidada para fazer parte do elenco do filme "Juntos Para Sempre" , texto de Walcyr Carrasco, adaptado para o cinema por Regiana Antonini e Fausto Galvão; dirigido por Adolpho Knauth. No elenco, além de Simone, estão também Flávio Tolezani, Ernani Moraes, Carlos Vereza, Rafael Zulu , Marcelo Serrado, Josie Pessoa, Fernanda Lasevitch e Ju Caldas. O filme tem previsão de estreia para o ano de 2025. 

## Novelas
| Ano  | Novela                                                                | Personagem                                  | Emissora   |
| ---- | --------------------------------------------------------------------- | ------------------------------------------- | ---------- |
| 2018 | O Sétimo Guardião                                                     | Liliane                                     | Rede Globo |
| 2015 | Malhação: Sonhos                                                      | Juliana - Produtora do Programa Altas Horas | Rede Globo |
| 2012 | Corações Feridos                                                      | Cinira                                      | SBT        |
| 2009 | Caras & Bocas                                                         | Pietra                                      | Rede Globo |
| 2009 | Cama de Gato                                                          | Sônia                                       | Rede Globo |
| 2008 | Casos e Acasos: A Fuga Arriscada, a nova namorada e o recheio do bolo | Enfermeira                                  | Rede Globo |

## Teatro
| Ano         | Peça                                   | Personagem        |
| ----------- | -------------------------------------- | ----------------- |
| 2024        | Sylvia - Turnê - Interior de São Paulo | Sylvia            |
| 2023        | Sylvia                                 | Sylvia            |
| 2023        | O Vison Voador                         | Brigitte          |
| 2019        | Sylvia                                 | Sylvia            |
| 2016        | O Livro de Tatiana                     | Mãe               |
| 2013 e 2015 | A Toca do Coelho                       | Isabel            |
| 2012 e 2011 | Trair e Coçar É Só Começar             | Vera              |
| 2012 e 2011 | As Princesas do Castelo Encantado      | Aurora e Rapunzel |
| 2011        | Na Boca do Leão                        | Laura             |
| 2011        | Papai Noel Existe                      | Clara             |
| 2008        | De Corpo Presente                      | Lilia             |
| 2008        | Inimigos do Vício                      | Carol             |

## Cinema
| Ano       | Filme              | Personagem | Direção        |
| --------- | ------------------ | ---------- | -------------- |
| 2024/2025 | Juntos para Sempre | Suzana     | Adolpho Knauth |